# Haus 47°40′48″N/13°8′12″E
Das Haus 47°40′48″N/13°8′12″E ist ein Wohngebäude in Adnet bei Hallein, im Land Salzburg. Der Bau wurde wegen seiner modernen Architektur ausgezeichnet.

## Lage und Architektur
Das Wohnhaus steht etwa einen Kilometer östlich von Hallein, am Adneter Riedl, in einem kleinen ländlichen Gehöft über dem Salzachtal.
Das Bauwerk wurde vom Architektenteam maria flöckner und hermann schnöll 2002 geplant und 2005 bis 2007 ausgeführt. Es stellt sich flach und gedrungen, als zwei weite, horizontale Betonplatten, dar, zwischen denen die Räumlichkeiten eingespannt sind. Diese sind eine Ansammlung Kuben, neun geometrisch identische Holzmodule, teil verglast, aus denen sich ein vielfältiger Innenraum zusammensetzt. Dabei wirkt es keineswegs auffallend und bleibt in seiner niedrigen Form in den Landschaftsraum eingebunden – und aus dem Inneren bleibt die Landschaft permanent eingebunden. Der Bau erinnert an Mies van der Rohes Farnsworth House oder Bauten von Shigeru Ban, unterscheidet sich aber durch ein nicht aus der Konstruktion, sondern der Komposition entstandenes Konzept. Es soll nicht in seiner technischen Ausführung erstaunen, sondern im Wohngefühl und Siedlungsgefüge: „Der Ausgangspunkt für den Entwurf ist ein völlig anderer, nicht ein klassizistisch-mathematischer, sondern ein strukturell-poetischer.“
Der Name des Projekts, den die Architekten gewählt haben, „bezeichnet das Haus zwar, benennt es jedoch nicht“, „bezeichnet einen bestimmten, aber auch beliebigen Bauplatz am Land. Das umgebende Landschaftsbild ist einmalig, jedoch austauschbar durch andere Landschafts-, Stadt- oder Ortsbilder.“
Der Bau wurde wegen seiner originären Architektur mit dem Architekturpreis des Landes Salzburg 2008 ausgezeichnet.